# Jani Hurme
Jani Hurme (ur. 7 stycznia 1975 w Turku) – fiński hokeista, reprezentant Finlandii, olimpijczyk.

## Kariera
- TPS U20 (1992-1996)
- Kiekko-67 U-20 (1992-1996)
- Kiekko-67 (1993-1995)
- TPS (1993, 1995-1997)
- Detroit Vipers (1997-1999)
- Indianapolis Ice (1997-1998)
- Cincinnati Cyclones (1998-1999)
- Grand Rapids Griffins (1999-2000)
- Ottawa Senators (1999-2002)
- Florida Panthers (2002-2003)
- Columbia Inferno (2005)
- Chicago Wolves (2005)
- Portland Pirates (2006)
- TPS (2006-2007)
- Malmö Redhawks (2007-2009)
- Ilves (2009-2011)

Wychowanek klubu TuTo w rodzinnym mieście Turku. W drafcie NHL 1997 został wybrany przez Ottawa Senators. W tym samym roku wyjechał do Ameryki Północnej i tam występował w ligach IHL i NHL. Następnie przez dwa lata miał przerwę w grze, po czym od 2005 do 2006 występował w amerykańskich ligach AHL i ECHL. W 2006 powrócił do Europy i przez kilka sezonów był zawodnikiem klubów w rodzimych rozgrywkach Liiga oraz w szwedzkich Elitserien. Zakończył karierę w 2011.
Uczestniczył w turniejach mistrzostw świata 1997, 2003 oraz zimowych igrzysk olimpijskich 2002.
W 2014 informowano o podejrzeniach popełnienia oszustwa podatkowego przez Janiego Hurme

## Sukcesy

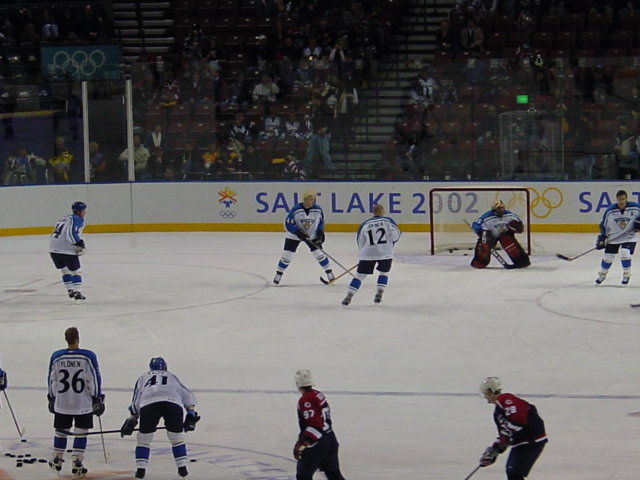
Jani Hurme (w bramce) podczas rozgrzewki przed meczem z USA na ZIO 2002

Klubowe
- Srebrny medal Jr. A SM-sarja: 1993 z TPS U20
- Srebrny medal mistrzostw Finlandii: 1994, 1996, 1997 z TPS
- Złoty medal Europejskiej Hokejowej Ligi: 1997 z TPS
- Mistrzostwo dywizji IHL: 2000 z Grand Rapids Griffins
- Mistrzostwo konferencji IHL: 2000 z Grand Rapids Griffins
- Mistrzostwo dywizji NHL: 2001 z Ottawa Senators
- Mistrzostwo dywizji: 2006 z Portland Pirates
- Frank Mathers Trophy: 2006 z Portland Pirates
- Emile Francis Trophy: 2006 z Portland Pirates

Indywidualne
- SM-liiga 1995/1996:
  - Trofeum Jarmo Wasamy - najlepszy debiutant sezonu
- Europejska Hokejowa Liga 1996/1997:
  - Skład gwiazd turnieju finałowego
- SM-liiga 1996/1997:
  - Najlepszy zawodnik miesiąca - wrzesień 1996
  - Pierwsze miejsce w klasyfikacji skuteczności interwencji w sezonie zasadniczym: 92,8%
  - Pierwsze miejsce w klasyfikacji średniej goli straconych na mecz w sezonie zasadniczym: 2,08
  - Trofeum Lassego Oksanena - najlepszy zawodnik w sezonie zasadniczym
  - Trofeum Urpo Ylönena - najlepszy bramkarz sezonu
  - Skład gwiazd sezonu
- IHL 1999/2000:
  - Drugi skład gwiazd sezonu
- SM-liiga 2006/2007:
  - Najlepszy zawodnik miesiąca - listopada 2006